# Mezzettiopsis
Mezzettiopsis es un género de plantas fanerógamas con dos especies perteneciente a la familia de las anonáceas. Son nativas del sudeste de Asia.

## Taxonomía
El género fue descrito por Henry Nicholas Ridley y publicado en Bulletin of Miscellaneous Information Kew 1912: 389. 1912.  La especie tipo es: Mezzettiopsis creaghii

## Especies
- Mezzettiopsis creaghii
- Mezzettiopsis torulosa